# Xevioso aululata
Xevioso aululata är en spindelart som beskrevs av Griswold 1990. Xevioso aululata ingår i släktet Xevioso och familjen Phyxelididae. Inga underarter finns listade i Catalogue of Life.